# ریبوگورسکایا
ریبوگورسکایا (به لاتین: Rybogorskaya) یک منطقهٔ مسکونی در روسیه است که در استان آرخانگلسک واقع شده‌است.